# STS-77
STS-77は、スペースシャトルの77回目のミッションであり、エンデバーの11回目のミッションである。1996年5月19日にケネディ宇宙センター第39発射施設から打ち上げられ、10日と40分で地球を161周し、第33滑走路に帰還した。

## 乗組員
- 船長 - ジョン・キャスパー (4)
- 操縦手 - カーティス・ブラウン (3)
- ミッションスペシャリスト1 - アンディ・トーマス (1)
- ミッションスペシャリスト2 - ダニエル・バーシュ（英語版） (3)
- ミッションスペシャリスト3 - マリオ・ルンコ（英語版） (3)
- ミッションスペシャリスト4 - マーク・ガルノー（英語版） (2)

## ミッションパラメータ
- 質量:
  - 打上げ時:115,456 kg
  - 着陸時:92,701 kg
  - ペイロード:12,233 kg
- 近点:278 km
- 遠点:287 km
- 軌道傾斜角:39.0°
- 軌道周期:90.1分

## ミッションハイライト
このミッションは、宇宙の商業利用の扉を開くものであった。乗組員は、スペースシャトルで運ばれた商用のSPACEHABモジュールを飛行の間中運用し、微重力実験を行った。このミッションでは、人工衛星Spartan-207/IAEの展開と回収や試験衛星とのランデブーも行われた。ペイロードベイでは、Technology Experiments for Advancing Missions in Space (TEAMS)として知られる一連の4つの実験も行われた。
SPACEHABモジュールは、生物学、電子材料学、高分子学、農学の分野の12の商用宇宙商品開発のための1,400kg近くの実験機材等を運んだ。そのうちの1つSPACEHABモジュールCommercial Float Zone Facility (CFZF)は、アメリカ合衆国、カナダ、ドイツの国際協力で開発された。電子材料や半導体材料等の様々な材料を浮遊帯で加熱するものである。その他には、蒸気拡散で結晶を成長させるSpace Experiment Facility (SEF)がある。
ゴダード宇宙飛行センターのSpartan-207衛星は、将来の宇宙の膨張式構造物の建設に資する目的で、膨張式アンテナの実験のために軌道に投入された。90分のミッションで、大きな膨張アンテナの性能が試験された。アンテナはその後投棄され、Spartan-207はミッションの最後に回収された。
エンデバーのカーゴ内では、ミッションを通じて4つのTEAMS実験が行われた。GPS Attitude and Navigation Experiment (GANE)では、GPSシステムの宇宙探査機への高度情報の配信の正確性が検証され、Vented Tank Resupply Experiment (VTRE)では、宇宙空間における燃料補給の方法の改良が行われた。Liquid Metal Thermal Experiment (LMTE)では、微重力下での液体金属ヒートパイプの性能が評価され、Passive Aerodynamically Stabilized Magnetically Damped Satellite (PAMS)では、大気上層での空気力学的安定の原理が実証された。スペースシャトルに設置されたカメラは、PAMS衛星が展開される様子を撮影し、その動きを追跡した。
この飛行の二次的な実験には、Brilliant Eyes Ten Kelvin Sorption Cryocooler Experiment (BETSCE)やAquatic Research Facility (ARF)、Biological Research In a Canister (BRIC)等があった。
また、BioServe Space Technologiesが設計したPlant-Generic Bioprocessing Apparatus (P-GBA)も搭載され、様々な植物種が育てられて微重力下での植物の成長の観察と宇宙での農業の可能性が研究された。
STS-77では、別々に保存された二酸化炭素と水、シロップから炭酸飲料を作成することができるかを試験するために、公式名をFluids Generic Bioprocessing Apparatus-2 (FGBA-2)というコカ・コーラとダイエット・コークがそれぞれ1.65リットルずつ入った自動販売機が設置された。

## ミッションの徽章
徽章の左側にある赤色の2つのNASAのロゴの一部分は、ミッション番号（77番）を表している。